# 3,7 cm Flak 18/36/37
El 3,7 cm Flak18/36/37 L/89 van ser una sèrie de canons antiaeris produïts per l'Alemanya nazi que van tenir un servei generalitzat a la Segona Guerra Mundial. El canó era completament automàtic i efectiu contra els avions que volaven a altituds de fins a 4.200 m. El canó es va produir tant en versions remolcades com autopropulsades. Els alemanys tenien una doctrina de combat flexible, que els permetia utilitzar les seves peces antiaèries en funcions de suport terrestre; Els canons de calibre 37 mm no eren una excepció.

## Desenvolupament
El canó original de 37 mm va ser desenvolupat per Rheinmetall el 1935 com a 3,7 cm Flak 18. El canó tenia una longitud total de 89 calibres (d'aquí la designació addicional L/89), la qual cosa permetia un sostre màxim de 4.800 m. En tir terrestre tenia un poder de penetració de blindatges considerable quan s'utilitzava munició dedicada, a 100 m de distància podia penetrar 36 mm de blindatge amb una pendent de 60 ° i a 800 m de distància podia penetrar-ne 24 mm. Utilitzava un percutor mecànic per al foc automàtic, que representava una cadència de foc pràctica de 80 trets per minut. El canó, en posició de combat, pesava 1.750 kg, i preparada per al transport, incloent el muntatge amb rodes, 3.560 kg.
El Flak 18 només es va produir en nombres reduïts i la producció ja s'havia acabat el 1936. El desenvolupament va continuar, centrant-se en la substitució del feixug suport de dos eixos existent per un d'un sol eix més lleuger, resultant en el Flak 36 que va reduir el pes fins a 1.550 kg en posició de combat i 2.400 kg en posició de transport. Les característiques balístiques de l'arma no es van canviar, encara que la cadència de foc es va elevar a 120 trets per minut (teòric de 250). Un nou sistema d'observació simplificat es va introduir l'any següent anomenant-se el nou model com a Flak 37.